# Тайъншински район
Тайъншински район (на казахски: Тайынша ауданы) е съставна част на Северноказахстанска област, Казахстан. Административен център е град Тайънша. Обща площ 11 910 км2 и население 42 240 души (по приблизителна оценка към 1 януари 2020 г.).
Етническият състав на района през 2009 година е следният: казахи – 15 700 (26,8 %), поляци – 13 200 (22,4 %), руснаци – 12 700 (21,7 %), украинци – 7400 (12,7 %), германци – 5800 (9,9 %), беларуси – 1900 (3,2 %), татари – 300 (0,7 %), други националности – 1500 (2,6 %).